# Cột cờ Thủ Ngữ
Cột cờ Thủ Ngữ là một công trình nằm tại đường Tôn Đức Thắng, phường Nguyễn Thái Bình, Quận 1, Thành phố Hồ Chí Minh, Việt Nam. Cột cờ được người Pháp xây dựng vào tháng 10 năm 1865 trên nền cũ của dinh quan thủ ngự chuyên chăm lo thương chính của nhà Nguyễn. Tính đến nay nó đã hơn 159 năm tuổi. Năm 2016, cột cờ Thủ Ngữ được thành phố xếp hạng là di tích lịch sử cấp TP.HCM.

## Lịch sử

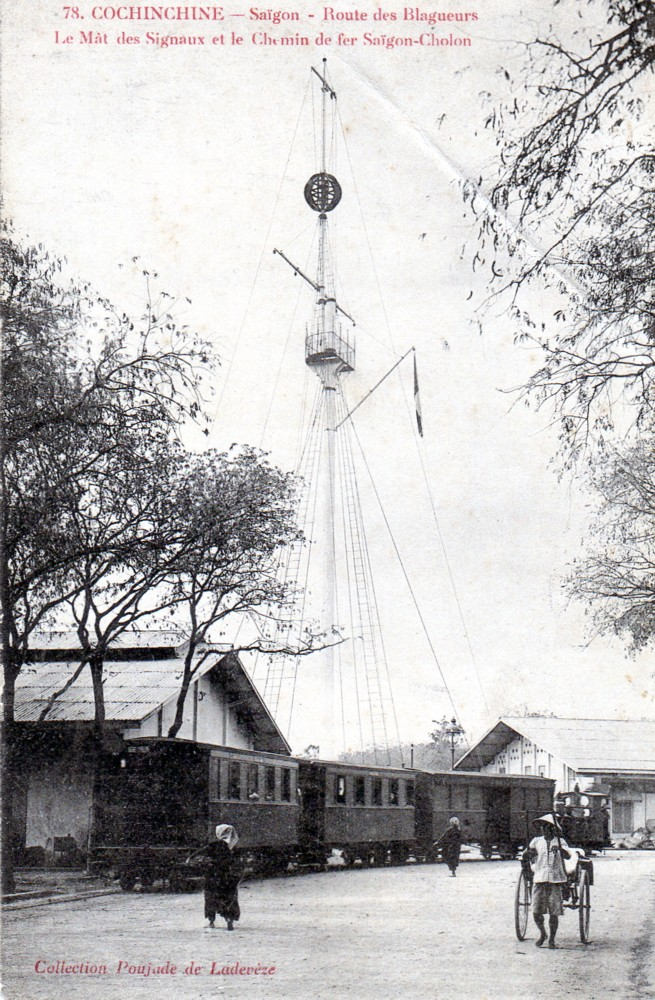
Trạm tàu điện tại cột cờ Thủ Ngữ vào năm 1905

Cột cờ Thủ Ngữ được người Pháp xây dựng vào tháng 10 năm 1865 với tên gọi lúc đầu là Mât des signaux, có nghĩa là Cột tín hiệu. Đúng như cái tên lúc đầu của nó, chức năng ban đầu của cột cờ là làm cột tín hiệu cho tàu bè ra vào luồng lạch khu vực Sài Gòn - Gia Định. Từ đó đến nay, cột cờ đã trải qua 159 tuổi với nhiều lần xuống cấp và trùng tu.
Trong giai đoạn 1890 - 1910, cột cờ được dựng lại bằng sắt, cao 35m và bổ sung thêm sàn đứng kéo cờ. Cầu tàu trước cột cờ được mở rộng. Khu vực gần Cột cờ có thêm một số công trình phục vụ cho chức năng bến cảng như tòa nhà kiểm tra thuế quan và nhà kho. Một số công trình lớn và quan trọng của khu vực được hình thành ở khu vực xung quanh Cột cờ, tiêu biểu là Bến Nhà Rồng và trụ sở Cục Hải Quan ngày nay.
Trong những năm 1920, một công trình hình bát giác một tầng có mái dốc được xây dựng dưới chân cột cờ. Cầu tàu trước Cột cờ được mở rộng. Khu vực trước Cột cờ có một quầy bán hàng giải khát tên tiếng Pháp là La Pointe des Blagueurs, dịch ra có nghĩa là Mũi Tán dóc.
Vào những năm 1930, kiến trúc cột cờ không có sự thay đổi lớn. Các nhà kho, quầy bán hàng và công trình xung quanh được tháo dỡ để xây dựng một công viên dọc bờ sông Sài Gòn và rạch Bến Nghé. Đến những năm 1940, cột cờ được xây dựng lại với hình thức kiến trúc có sự thay đổi.
Ngày 23 tháng 9 năm 1945, khi nhà nước Việt Nam Dân chủ Cộng hòa vừa mới được thành lập chưa đầy một tháng, tại miền Nam đã xảy ra cuộc giao chiến giữa người Việt với người Anh tại cột cờ Thủ Ngữ. Quân Anh với trang bị hiện đại đã đánh thắng người Việt và giành quyền treo cờ lên cột cờ Thủ Ngữ.
Trong thập niên 1950 - 1960, dưới thời Việt Nam Cộng hòa, công trình đã mất đi vai trò như một cột tín hiệu. Khối công trình dưới chân Cột cờ được sử dụng làm nhà hàng có tên "Ngân Đình Tửu Quán".
Từ năm 1975 - 2000, công trình trải qua một số lần cải tạo và bỏ phần mở rộng được xây dựng từ những năm 1960. Năm 2011, công trình được trùng tu với hình dạng kiến trúc được thấy như ngày nay. Cột cờ Thủ Ngữ được xếp hạng di tích cấp thành phố vào năm 2016.
Học giả Vương Hồng Sển trong cuốn Sài Gòn năm xưa đã mô tả về cột cờ rằng: "Trên chót vót ngọn cờ thường thấy treo án ngữ, ban ngày là cờ vải, cờ màu, hoặc một quả bóng sơn đen. Ban đêm thì treo một ánh đèn, khi trắng khi đỏ. Những tín hiệu này báo tin cho tàu bè biết để tránh chỗ hiểm nguy, va vào nhau trong lúc vào ra sông Sài Gòn." 